# Noriaki Kasai
Noriaki Kasai (en japonés: 葛西紀明, Kasai Noriaki; Shimokawa, 6 de junio de 1972) es un deportista japonés que compitió en salto en esquí. 
Participó en ocho Juegos Olímpicos de Invierno, entre los años 1992 y 2018, obteniendo en total tres medallas, plata en Lillehammer 1994, en el trampolín grande por equipos (junto con Jinya Nishikata, Takanobu Okabe y Masahiko Harada), y plata y bronce en Sochi 2014, en las pruebas de trampolín grande individual y por equipos (con Reruhi Shimizu, Taku Takeuchi y Daiki Ito), respectivamente.
Ganó siete medallas en el Campeonato Mundial de Esquí Nórdico entre los años 1999 y 2015.

## Palmarés internacional
| Juegos Olímpicos   | Juegos Olímpicos          | Juegos Olímpicos  | Juegos Olímpicos |
| Año                | Lugar                     | Medalla           | Prueba           |
| ------------------ | ------------------------- | ----------------- | ---------------- |
| 1994               | Lillehammer (Noruega)     | Medalla de plata  | TG por equipos   |
| 2014               | Sochi (Rusia)             | Medalla de plata  | TG individual    |
| 2014               | Sochi (Rusia)             | Medalla de bronce | TG por equipos   |
| Campeonato Mundial |                           |                   |                  |
| Año                | Lugar                     | Medalla           | Prueba           |
| 1999               | Ramsau (Austria)          | Medalla de plata  | TG por equipos   |
| 2003               | Val di Fiemme (Italia)    | Medalla de plata  | TG por equipos   |
| 2003               | Val di Fiemme (Italia)    | Medalla de bronce | TN individual    |
| 2003               | Val di Fiemme (Italia)    | Medalla de bronce | TG individual    |
| 2007               | Sapporo (Japón)           | Medalla de bronce | TG por equipos   |
| 2009               | Liberec (República Checa) | Medalla de bronce | TG por equipos   |
| 2015               | Falun (Suecia)            | Medalla de bronce | TG equipo mixto  |